# Oishī shima no Ū-sama
Oishī shima no Ū-sama (おいしい島のウーさま?) è un manga in due parti di Akira Toriyama, pubblicato nel 2009 sulla rivista 2030 Magazine Saishū Senryaku BIOSPHERE.
Il titolo si può tradurre come La deliziosa isola del signor Wu (Ū-sama).
La prima parte del manga è intitolata Ū-sama dell'isola delle bibite, mentre la seconda Perché gli abitanti del pianeta Tech-Tech vogliono l'isola Guruguru. I personaggi sono molto simili nel disegno a quelli apparsi nel manga Nekomajin e l'aspetto stesso di Ū-sama ricorda quello di Neko Majin.
Il manga è stato commissionato da Anjō's Rural Society Project, un'organizzazione no-profit impegnata in una campagna di sensibilizzazione su tematiche ambientaliste ed è stato distribuito anche dalla stessa città di Anjō in un booklet omaggio di 24 pagine durante una serie di eventi legati all'ambiente.